# Sjoerd Hofstra
Sjoerd Hofstra (Idsegahuizum, 21 januari 1898 - Thun, 14 april 1983)  was een Nederlands  socioloog en antropoloog.

## Studie en werk
Hofstra werd in 1898 in Friesland geboren. Hij was afkomstig uit een eenvoudig gezin en werkte oorspronkelijk als journalist voor het Nieuwsblad van het Noorden en het Nieuwsblad van Friesland. Financiële hulp van een weldoenster stelde hem in staat om te studeren: eerst sociologie en psychologie in Parijs, daarna sociale geografie aan de Gemeentelijke Universiteit van Amsterdam. Na zijn afstuderen verdiepte Hofstra zijn inzichten in Berlijn (bij Vierkandt en Westermann) en in Londen (SOAS) bij Malinowski. In 1933 promoveerde hij in Amsterdam bij Steinmetz op een proefschrift over Afrika. 

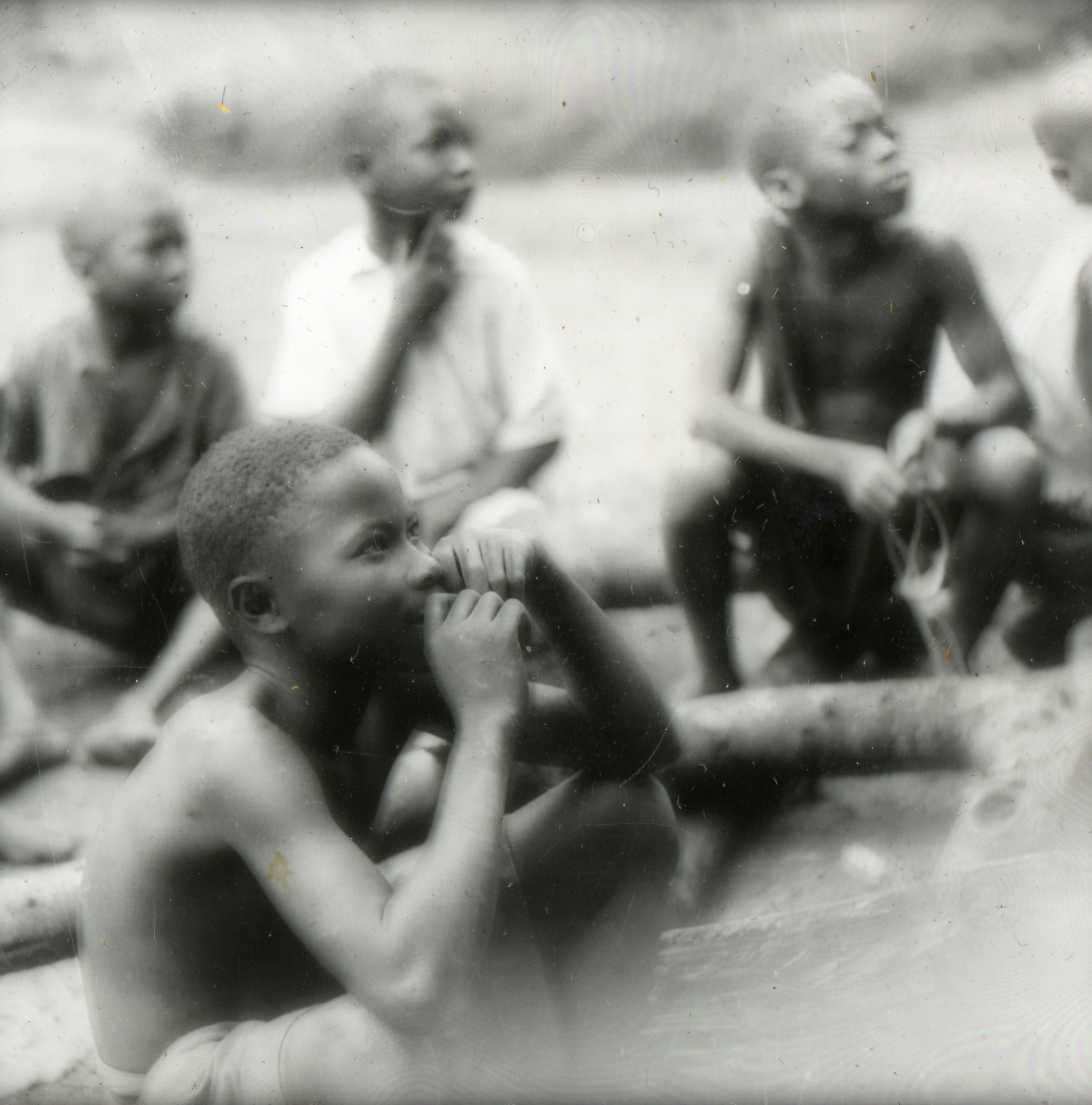
Bij de Mende in Sierra Leone (1935). Foto Sjoerd Hofstra

Hofstra werkte daarna als research fellow van de Rockefeller Foundation in Londen bij Malinowski. Hofstra ging net als Siegfried Nadel en Meyer Fortes in opdracht van Malinowski veldwerk doen in Afrika. Hofstra werkte in Sierra Leone.
Op 1 november 1937 werd Hofstra waarnemend directeur en op 1 oktober 1938 directeur van het Museum voor Land- en Volkenkunde en het Maritiem Museum 'Prins Hendrik' in Rotterdam. Beide functies zou hij tot 1 oktober 1949 uitoefenen. Hofstra verbeterde de organisatie en zorgde ervoor dat de musea door veel tentoonstellingen en lezingen meer naar buiten traden. Ook kon nieuwbouw voor het Maritiem Museum worden verwezenlijkt.
In 1947 werd Hofstra bijzonder hoogleraar in de Afrikaanse volkenkunde aan de Rijksuniversiteit te Leiden. Deze leerstoel was mede op initiatief van het Rotterdams bedrijfsleven (met name van K.P. van der Mandele) tot stand gekomen. In 1949 volgde de benoeming tot hoogleraar sociologie aan de Universiteit van Amsterdam. Daarnaast bleef hij bijzonder hoogleraar in Leiden. In 1950 werd Hofstra lid van de Koninklijke Nederlandse Akademie van Wetenschappen.
Vanwege zijn internationale ervaring en talenkennis werd Hofstra directeur van de Stichting voor Internationale Samenwerking der Nederlandse Universiteiten en Hogescholen. Als zodanig was hij vanaf het begin van de jaren vijftig nauw betrokken bij het opzetten van het Institute of Social Studies in Den Haag, dat zich richtte op studenten uit de minder ontwikkelde landen. Centraal stond de studie van problemen die samenhingen met veranderingen in ontwikkelingslanden, een vraagstuk dat Hofstra's warme belangstelling had. In 1952 werd hij de eerste directeur van het instituut.

## Dierenwelzijn
Vanaf 1953 was Hofstra bestuurslid van de Nederlandse Vereniging tot Bescherming van Dieren. Tussen 1961 tot 1973 was hij voorzitter. Vanaf 1958 was hij tevens bestuurslid van de Wereldfederatie tot Bescherming van Dieren en van 1966 tot 1974 voorzitter.

## Archief
De wetenschappelijke nalatenschap van Hofstra (veldwerkaantekeningen en andere notities) wordt deels bewaard bij het Afrika-Studiecentrum in Leiden en deels bij de Bijzondere Collecties van de Universiteit van Amsterdam.

## Publicaties
- Sjoerd Hofstra: Differenzierungserscheinungen in einigen afrikanischen Gruppen. Ein Beitrag zur Frage der primitiven Individualität. Proefschrift GU Amsterdam, 1933.
- Sjoerd Hofstra: De sociale aspecten van kennis en wetenschap. Amsterdam, Scheltema & Holkema, 1937
- Sjoerd Hofstra: The belief among the Mendi in non-ancestral spirits, and its relation to a case of parricide. (1942)
- Sjoerd Hofstra: Afrikaanse volkenkunde. Problemen, plaats en betekenis. Leiden, Brill, 1947
- Sjoerd Hofstra: Over universiteit, Marcuse en rationaliteit. (Afscheidsrede GU Amsterdam). Leiden, Brill, 1969